# 莱朗德热尼松
莱朗德热尼松（法語：Les Landes-Genusson，法語發音：[le lɑ̃d ʒənysɔ̃]）是法国卢瓦尔河地区大区旺代省的一个市镇，位于该省东北部，属于永河畔拉罗什区。

## 地理
莱朗德热尼松（46°57'56"N, 1°7'6"W）面积31.33 平方千米，位于法国卢瓦尔河地区大区旺代省，该省份为法国西部沿海省份，北起大西洋卢瓦尔省和曼恩-卢瓦尔省，西临大西洋，南至滨海夏朗德省，东部及东南部与德塞夫勒省接壤。
与莱朗德热尼松接壤的市镇（或旧市镇、城区）包括：巴佐日昂帕耶、拉布瓦西耶尔-德蒙泰居、拉布吕菲耶尔、拉戈布勒蒂耶尔、圣马丹德蒂约勒、蒂福日、特雷兹塞普捷。

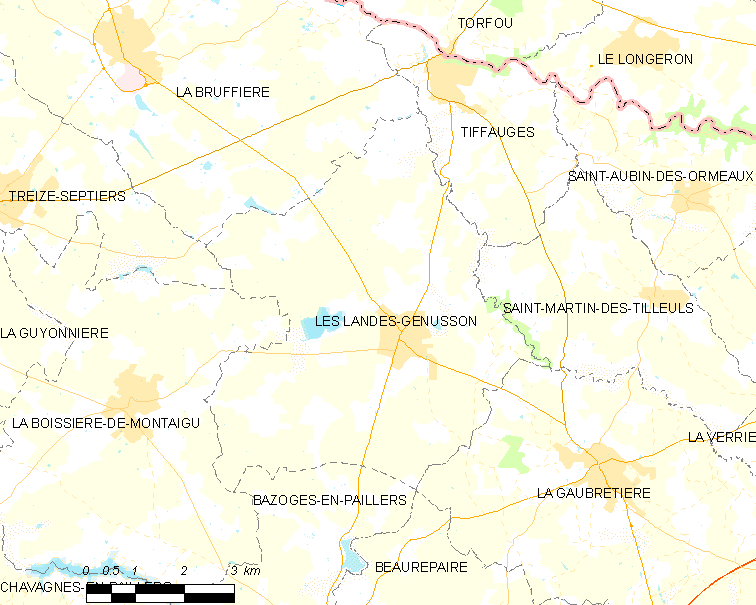
莱朗德热尼松的OSM定位图

莱朗德热尼松的时区为UTC+01:00、UTC+02:00（夏令时）。

## 行政
莱朗德热尼松的邮政编码为85130，INSEE市镇编码为85119。

## 政治
莱朗德热尼松所属的省级选区为塞夫尔河畔莫尔塔涅县。

## 人口

1962-2008年间莱朗德热尼松人口变化图示

莱朗德热尼松于2022年1月1日时的人口数量为2572人。